# Aiming (企業)
株式会社Aiming（エイミング、英: Aiming inc.）は、主にモバイルを中心としたオンラインゲームの開発、運営を行う日本の企業。

## 歴史
2011年6月、ONE-UP（後のジー・モード）の代表取締役社長を退任した椎葉忠志によって設立された。椎葉はテクモでゲーム業界に入り、その後に在籍したゲームオン、ONE-UPではオンラインゲームを手掛けてきた。『ブラウザ三国志』や『戦国IXA』といった既存タイトルの権利についてはONE-UPに残した一方で、事業とスタッフの殆どはONE-UPより引き継いだ。『Blade Chronicle』については運営権だけではなく、開発を行ったゲームズアリーナの大阪スタジオも譲り受けた。同スタジオは日本で最初のMMORPGとされる『ライフストーム』を開発した日本システムサプライが母体となっている。設立時の社員数は95名。
2011年10月、設立後初のタイトルとなるブラウザゲーム『剣と魔法のログレス』（運営元：マーベラス）をリリースした。2013年12月にはスマートフォン版となる『剣と魔法のログレス いにしえの女神』を発表し、同作は2015年のApp Store売上ランキングで年間5位につけた。
2012年3月、台湾に制作スタジオを設立。
2014年12月、テンセントと相互のタイトル配信を目的とした資本業務提携を発表。
2015年3月、東証マザーズ上場。
2019年1月、ディライトワークスとの新作スマートフォン用ゲーム開発についての業務提携および資本提携が発表されたが、2020年7月に提携解消を発表した。『ログレス』シリーズの開発を手掛けてきた大阪スタジオを2020年1月にドキドキグルーヴワークスに譲渡し、また台湾スタジオ・東京スタジオでも人員削減が行われたことにより、グループ全体の従業員数を2019年12月末時点での635名から2020年4月1日時点で416名にまで減らした。

## ゲームタイトル
| サービス開始日 | サービス開始日 | タイトル                                                              | プラットフォーム                | 開発元                            | 配信・運営元                       | 備考                                                           |
| -------------- | -------------- | --------------------------------------------------------------------- | ------------------------------- | --------------------------------- | ---------------------------------- | -------------------------------------------------------------- |
| 2009年         | 5月            | Blade Chronicle                                                       | PC                              | Aiming                            | Aiming                             | 2011年6月1日、ONE-UPから運営移管。2017年3月8日サービス終了。   |
| 2011年         | 1月19日        | RPG三国志                                                             | PC                              | Chinese Gamer International       | Aiming                             | 2011年7月1日、ONE-UPから運営移管。2012年12月21日サービス終了。 |
| 2011年         | 10月5日        | 剣と魔法のログレス                                                    | Webブラウザ                     | Aiming                            | マーベラス                         | 2019年8月30日サービス終了                                      |
| 2012年         | 2月7日         | ロードオブナイツ                                                      | スマートフォン, PC              | Aiming                            | Aiming                             | 2019年7月16日サービス終了                                      |
| 2012年         | 4月16日        | クイーンズブレイド THE CONQUEST                                       | Webブラウザ                     | N/A                               | Aiming                             | 2013年5月13日サービス終了                                      |
| 2013年         | 2月6日         | 武神大戦!                                                             | スマートフォン                  | Aiming                            | Aiming                             | 2015年8月24日サービス終了                                      |
| 2013年         | 2月8日         | Epic of Heroes                                                        | スマートフォン                  | Aiming                            | Aiming                             | 2013年5月17日サービス終了                                      |
| 2013年         | 2月22日        | ぷるDASH!                                                             | スマートフォン                  | N/A                               | Aiming                             | 2014年10月31日サービス終了                                     |
| 2013年         | 2月26日        | ロードオブウォー                                                      | スマートフォン                  | Timeslark                         | Aiming                             | 2022年5月31日サービス終了                                      |
| 2013年         | 3月1日         | タップDASH!                                                           | スマートフォン                  | N/A                               | Aiming                             | 2014年10月31日サービス終了                                     |
| 2013年         | 3月4日         | ブルーオデッセイ                                                      | スマートフォン                  | Aiming                            | Aiming                             | 2013年3月20日サービス休止                                      |
| 2013年         | 5月2日         | 戦姫インペリアル from 英雄*戦姫                                       | スマートフォン                  | Aiming                            | Aiming                             | 2017年2月24日サービス終了                                      |
| 2013年         | 6月26日        | ビースト・クライシス                                                  | スマートフォン                  | Aiming/KT Corporation             | Aiming                             | 2014年10月31日サービス終了                                     |
| 2013年         | 6月            | 幻塔戦記グリフォン〜新章〜                                            | スマートフォン                  | Aiming                            | Aiming                             | 2018年6月19日、クリーク・アンド・リバーへと運営移管            |
| 2013年         | 12月17日       | 剣と魔法のログレス いにしえの女神                                     | スマートフォン                  | Aiming                            | マーベラス                         |                                                                |
| 2013年         | 12月           | ヴァリアントレギオン                                                  | スマートフォン                  | Aiming                            | Aiming                             | 2016年9月20日サービス終了                                      |
| 2014年         | 4月15日        | ソード オブ ナイツ                                                    | スマートフォン                  | N/A                               | Aiming                             | 2014年10月27日サービス終了                                     |
| 2014年         | 4月            | スマホでゴルフ! ぐるぐるイーグル                                      | スマートフォン                  | Aiming                            | Aiming                             | 2018年5月15日、クリーク・アンド・リバーへと運営移管            |
| 2015年         | 6月            | ひめがみ絵巻                                                          | スマートフォン                  | FunYours Technology               | Aiming                             | 2018年6月20日サービス終了                                      |
| 2015年         | 10月22日       | ロストレガリア                                                        | スマートフォン                  | Perfect World Loong Entertainment | Aiming                             | 2018年10月16日サービス終了                                     |
| 2016年         | 6月            | 空と大地のクロスノア                                                  | スマートフォン                  | テンセント/Timi L1-Studio         | Aiming                             | 2017年10月26日サービス終了                                     |
| 2016年         | 7月            | トライリンク 光の女神と七魔獣                                         | スマートフォン                  | Aiming                            | Aiming                             | 2017年3月31日サービス終了                                      |
| 2016年         | 8月2日         | 彗星のアルナディア                                                    | スマートフォン                  | N/A                               | Aiming                             | 2017年4月27日サービス終了                                      |
| 2016年         | 8月8日         | 街コロマッチ!                                                         | スマートフォン                  | グランディング                    | Aiming                             | 2017年6月26日サービス終了                                      |
| 2016年         | 12月7日        | 実況パワフルサッカー                                                  | スマートフォン                  | Aiming                            | コナミデジタルエンタテインメント   | 2024年9月30日サービス終了                                      |
| 2017年         | 3月            | ラピクロ                                                              | スマートフォン                  | N/A                               | Aiming                             | 2017年11月16日サービス終了                                     |
| 2017年         | 5月            | ルナプリ from 天使帝國                                                | スマートフォン                  | Auer Media & Entertainment        | Aiming                             | 2018年5月14日サービス終了                                      |
| 2017年         | 11月28日       | CARAVAN STORIES                                                       | スマートフォン, PC, PS4, Switch | Aiming                            | Aiming                             |                                                                |
| 2018年         | 10月18日       | ゲシュタルト・オーディン                                              | スマートフォン                  | Aiming                            | スクウェア・エニックス             | 2019年9月26日サービス終了                                      |
| 2018年         | 11月21日       | 戦国大河                                                              | スマートフォン                  | Aiming                            | Aiming                             | 2023年11月29日サービス終了                                     |
| 2018年         | 12月5日        | HUNTER×HUNTER グリードアドベンチャー                                  | スマートフォン                  | Aiming                            | バンダイナムコエンターテインメント | 2020年1月14日サービス終了                                      |
| 2019年         | 9月18日        | ログレス物語                                                          | スマートフォン                  | Aiming                            | Aiming                             | 2020年8月27日サービス終了                                      |
| 2020年         | 7月16日        | ドラゴンクエストタクト                                                | スマートフォン                  | Aiming                            | スクウェア・エニックス             |                                                                |
| 2022年         | 4月25日        | キャラスト 魔法学園                                                   | スマートフォン                  | Aiming                            | Aiming                             | 2024年6月14日サービス終了                                      |
| 2022年         | 11月17日       | 脱獄ごっこ PRO                                                        | スマートフォン                  | Aiming                            | UUUM/LiTMUS                        | 2024年7月2日、LiTMUSへ開発移管                                 |
| 2022年         | 11月29日       | 陰の実力者になりたくて!マスターオブガーデン                           | スマートフォン, PC              | Aiming                            | Aiming/KADOKAWA                    |                                                                |
| 2023年         | 8月24日        | ダンジョンに出会いを求めるのは間違っているだろうか バトル・クロニクル | スマートフォン, PC              | Aiming                            | Aiming                             | 2025年9月29日サービス終了予定                                  |
| 2024年         | 2月15日        | タップハンター〜剣と魔法の放置RPG〜                                   | スマートフォン                  | Aiming                            | Aiming                             | 2024年11月5日サービス終了                                      |
| 2024年         | 9月3日         | 2.5次元の誘惑 天使たちのステージ                                      | スマートフォン                  | Aiming                            | Aiming                             |                                                                |
| 2024年         | 10月2日        | 銀河英雄伝説 Die Neue Saga                                            | スマートフォン                  | Aiming                            | Aiming                             |                                                                |
| 2025年         | 3月12日        | WIND BREAKER 不良たちの英雄譚                                         | スマートフォン, PC              | Aiming                            | Aiming                             |                                                                |

開発離脱タイトル
- ストリームヒーロー! - グッドスマイルカンパニーとの共同プロジェクトとして2023年に発表されたスマートフォン向けRPG。2024年6月、共同事業の解消に伴い開発より離脱[63]。